# Botrychium rutaceum
Botrychium rutaceum là một loài dương xỉ trong họ Ophioglossaceae. Loài này được Sw. mô tả khoa học đầu tiên năm 1801.
Danh pháp khoa học của loài này chưa được làm sáng tỏ. 